# Руська Краина
Ру́ська Краи́на или Ру́сская Краи́на (также встречаются варианты Руськая Краина, Руска Краина, Руска Крайна; укр. Руська Країна, венг. Ruszka Krajna, чеш. Ruská Krajina, пол. Kraj Ruski) (русин. Руська Крайна) — государственное образование, существовавшее на территории современной Закарпатской области Украины с 25 декабря 1918 года по май 1919 года.

После распада Австро-Венгерской империи венгерское правительство Законом X от 21 декабря 1918 года наделило бо́льшую (горную) часть территории четырёх комитатов с русинским населением — Унг (Ужгород), Берег (Берегово), Угоча (Виноградов) и Мармарош (Сигету-Мармацией) — автономным статусом под общим названием венг. «Ruszka Krajna», укр. «Руська Країна». При этом низменные районы, с городами Ужгород, Берегово, Виноградов, в которых наблюдалась наибольшая плотность населения, оставались в действующей системе административно-территориального устройства и автономией не обладали.
10 сентября 1919 года Закарпатье вошло в состав Чехословацкой Республики на правах автономии, самоуправление было урезано, а регион стал именоваться «Подкарпатская Русь».
С 22 ноября 1938 года Закарпатье в составе Чехословакии — в статусе полноправной автономной единицы с сохраненным названием Подкарпатская Русь.

## Образование
В результате Революции астр в Венгрии 31 октября—16 ноября 1918 года был установлен демократический республиканский режим Венгерской народной республики. Новое правительство под руководством Михая Каройи, стремясь избавиться от имперского наследия, поручило новому министру по делам национальностей Оскару Яси разработать план культурной и административной автономии для национальных меньшинств новой Венгрии. Самый радикальный проект советника Микши Штробла, «Восточная Швейцария», предусматривал перераздел страны на 27 кантонов, из которых 8 предусматривались венгерскими, 13 — для нацменьшинств, а 6 — социально-экономические при крупных городах. Предлагавшийся «Русинский кантон» и стал прототипом Руськой Краины.
На административные должности в соответствующих комитатах были назначены русины: ужанским жупаном стал Орест Сабо (впоследствии — Павел Легеза), берегским — Николай Кутка, мармарошским — Емилиян Зомбрий. В декабре 1918 года в Будапеште состоялся так называемый Русинский краевой съезд, который большинством голосов объявил о своем доверии к новым демократическим властям Венгрии. Под давлением местного национального движения венгерский парламент 21 декабря 1918 года принимает закон № 10 «Об автономии русинского народа, живущего в Венгрии». Этим законом провозглашалась автономная Руська Краина, в состав которой вошли горные местности комитатов Берег, Мармарош, Угоча и Унг. При этом равнинные части с городами Ужгород, Берегово, Виноградово оставались в системе существующего территориального деления. Предполагалось также, что заселённые русинами части комитатов Земплин, Шариш, Абауй-Торна и Спиш могут войти в состав Руськой Краины после подписания мирного договора между странами-участницами Первой мировой войны. За венгерским правительством осталась «внешняя политика, армия, финансы, государственная принадлежность, законодательство по линии частного и уголовного права, а также дела, относящиеся к хозяйственной и социальной политике». Местным властям оставались образование, культура, языковая и религиозная политика.
5 февраля 1919 был сформирован местный временный «Руський совет» из 42 лиц во главе с председателем Орестом Сабо и его заместителем, Августином Штефаном. Законодательным органом Руськой Краины был Руський народный сойм (сейм), который должен был избираться согласно закону № 1 путём всеобщего, тайного, равного и прямого голосования. 4 марта 1919 года были проведены выборы в сейм и избраны 36 депутатов. Сейм потребовал от центрального правительства Каройи чёткого проведения границ. В венгерском парламенте автономия должна была быть представлена пропорционально количеству русинского населения, для чего предполагалось издать отдельный закон. Исполнительным органом Руськой Краины становилось Государственное наместничество во главе с государственным наместником (место резиденции — Мукачево). Эту должность занимал Августин Штефан. В Будапеште создавалось Министерство русинских дел, которое возглавил тот же Орест Сабо.

## В составе Венгерской Советской Республики
Под воздействием революционных событий и провозглашения Венгерской Советской Республики, на территории Руськой Краины (за исключением Ужгорода, с 12 января занятого чехословацкими войсками, и Гуцульской Республики) 22—24 марта 1919 года была установлена советская власть (укр. Радянська Руська Країна). В составе Советской Венгрии Руська Краина наделялась правами автономного региона с центром в Мукачево. В проекте конституции Руськой Краины, обнародованном 12 апреля 1919 года в газете «Руська правда», это административно-территориальное образование определялось как «самостоятельный Краинский Союз, входящий на федеративных началах в состав Советской Республики».

### Организация власти
Народным комиссаром края 25 марта 1919 года, после отставки Ореста Сабо, становится Августин Штефан, а его заместителем (в должности политического поверенного Руськой Краины) — Иосиф Каминский. Венгерская социалистическая партия, образовавшаяся в результате слияния Венгерской коммунистической партии и Социал-демократической партии Венгрии, на территории Руськой Краины подчинялась Руськокрайнянскому партийному комитету в Будапеште во главе с Иваном Мондоком и Эрнё Сайдлером.
Рабочие, солдатские и крестьянские советы начали формироваться в Австро-Венгрии уже на заключительном этапе Первой мировой войны (с начала 1918 года); на ноябрь 1918 года в Закарпатье существовало около 500 советов. Установление советской власти в Венгрии стимулировало стихийное разрастание, в том числе на территории Закарпатья, подобных советов на уровне сёл, городов, районов и комитатов (жуп), которые, в свою очередь, избирали директориумы (исполнительные органы власти) в составе 3-5 человек. Комитатские советы с 5 апреля 1919 года преобразовывались в окружные, включая три русинских — Берегский (с центром в городе Мукачево), Мармарош (Хуст) и Ужанский (Среднее). Высшим органом власти по проекту конституции Руськой Краины являлся краевой съезд Советов, выборы в который проводились 7—14 апреля, но который так и не был созван из-за начавшейся иностранной интервенции.
С другой стороны, комиссар Августин Штефан предпринял попытку восстановить в качестве высшего представительского органа власти созванный ещё при Михае Каройи Руський собор (по сути, буржуазный парламент), ограничив роль съезда Советов консультативными функциями. Однако эта попытка установления «двоевластия» была пресечена роспуском сформированного Штефаном правительственного Совета отрядом вооружённых рабочих во главе с Дьюлой Катко. Впрочем, несколько позже, 22 апреля, в условиях наступления румынских войск, Каминскому удалось сместить Мукачевский директориум, возглавляемый Яношем Галгоци, что повлекло за собой снятие части войск с фронта (через два дня статус-кво был восстановлен, Каминский арестован, а ещё через четыре дня в Мукачево вошли румыны).

### Социально-экономические преобразования
26 марта 1919 года Революционный правительственный Совет Венгрии издал декрет, по которому национализации и передаче под рабочий контроль подлежали промышленные и транспортные предприятия и мастерские, на которых работало более 20 человек, а также торговые учреждения и магазины с количеством занятых более 10 человек. В Закарпатье были национализированы лесохимические заводы в Сваляве и Турье Быстрой, мебельные комбинаты, заводы стройматериалов, пивзавод Шёнборнов в Мукачеве, а также банки и финансовые учреждения. Улучшилось положение рабочих, которые смогли чётко определять условия труда в новых коллективных договорах, а также были частично восстановлены дезорганизованные производство и инфраструктура.
Серьёзные изменения коснулись социально-экономических прав трудящихся, включая введение 8-часового рабочего дня и права на отпуск, ограничение труда несовершеннолетних, повышение заработной платы на 25—60 %, устранение преград для деятельности профсоюзов. Начались масштабные квазисоциалистические преобразования в социальной сфере (бесплатное медицинское обслуживание, обязательное среднее образование для детей до 14 лет, материальная помощь учащимся детям трудящихся, провозглашение программ ликвидации безграмотности и всеобщего политехнического образования).
Аграрная политика принадлежала к числу самых непопулярных сторон деятельности Советской власти в Венгрии. Игнорируя специфику страны, руководство республики пошло на национализацию, а не обобществление помещичьих и церковных земель, организовав на них государственные производственные кооперативы и оттолкнув от себя значительную часть крестьянства. Согласно соответствующему декрету от 3 апреля 1919 года, конфискации подлежали все «крупные и средние имения размером более 100 гольдов» (52 га) пахотных земель. Впрочем, в силу преобладания в Руськой Краине мелкого землевладения, обусловленного преимущественно горным характером рельефа, подобные мероприятия не только не вызывали противодействия крестьянства, но и были встречены с энтузиазмом, выплеснувшимся в захваты наделов (в Ворочеве, Быстрице, Горинчове, Изе, Липче, Заднем и т. д.). К тому же, из 11 000 созданных в Венгрии производственных кооперативов в Руськой Краине успели организовать только один (в Великих Берегах).

### Культурная политика
Декларируя свой разрыв с традициями национального угнетения порабощённых Венгрией народов, Конституция ВСР запрещала дискриминацию национальных меньшинств и даже предусматривала использование в официальных инстанциях языка любой из проживавших в Венгрии национальностей. На практике в Руськой Краине это означало, что русинский язык впервые в истории становился официальным. По примеру реформы русского правописания, проведённой в РСФСР, в русинском языке вводилось соответствующее фонетическому звучанию правописание, из алфавита выводились ненужные буквы. На историко-философском факультете Будапештского университета была открыта кафедра русинского языка во главе с Александром (Шандором) Бонкалом.
Венгерское советское правительство, провозгласив свободу слова и печати, также наладило издание газет для населения Закарпатья на русинском («Руська правда», с 6 номера «Русько-Країнська правда», — орган будапештского наркомата в делах Руськой Краины), украинском («Червона Україна» — орган украинской коммунистической группы, состоявшей из бывших военнопленных австро-венгерской армии) и венгерском («Ruszka Krajna», «Beregi munkás» — «Бережский рабочий», «Munkácsi népszava» — «Мукачевское народное слово») языках. На фоне введения свободы вероисповедания и отделения церкви от государства в Руськой Краине, в отличие от остальной ВСР, продолжалась выплата государственной зарплаты священнослужителям.
Большинство рядовых и средних служащих остались на своих должностях при условии принесения присяги диктатуре пролетариата; им предписывалось изучить русинский язык.

## Иностранная интервенция
Понимая стратегическое значение карпатских перевалов как возможного маршрута оказания помощи Венгерской Советской Республике со стороны РСФСР и УССР, особенно в свете директивы командующего Украинским фронтом Владимира Антонова-Овсеенко от 13 апреля 1919 года о подготовке наступления с целью соединения с венгерскими силами, Антанта усилила давление на Румынию и Чехословакию, чтобы ускорить их агрессию против ВСР со стороны Закарпатья. В результате, 16 апреля 1919 года румынские войска начали вторжение на территорию Венгрии и Закарпатья, перейдя демаркационную линию в направлении городов Мармарош-Сигет — Тячев — Хуст — Берегово. Румынская армия, имея численное и материальное превосходство над отдельным Русинским батальоном и Русинской Красной дивизией (комплектация которой так и не была завершена, а значительная часть была скована в городах вследствие антикоммунистических выступлений), после капитуляции Сейкейской Красной дивизии, дислоцированной в Северной Венгрии, открыла себе путь на Хуст, Дебрецен и Ньиредьхазу. Упорные бои за Королёво с участием рабочих отрядов 21 апреля заставили румын отступить к Хусту, однако после подхода подкрепления (включая пулемётные части и артиллерию) интервенты, возобновив наступление, овладели 27-28 апреля городами Берегово и Мукачево.
К тому же, 23 апреля 1919 года навстречу румынским частям выдвинулись и чехословацкие войска, чьё наступление развивалось по двум направлениям — на Мукачево и на Чоп, важный железнодорожный узел, за который развязались ожесточённые бои, продолжавшиеся более десяти дней. Отряды Русинской Красной дивизии во взаимодействии с остальными венгерскими красными частями были вынуждены оставить территорию Руськой Краины после окончания боёв в районе Чопа 3 мая 1919 года и отойти с советскими органами власти в Центральную Венгрию. Румынские войска оккупировали около 65 % территории Руськой Краины с городами Мукачево, Хуст, Берегово и Сёвлюш (Виноградов); чехословаки заняли Ужгород. Хотя впоследствии Венгерской Красной Армии удалось развернуть контрнаступление и установить советскую власть в восточной и южной Словакии (возглавляемая Антонином Яноушеком Словацкая советская республика со столицей в Прешове/Пряшеве, незначительная часть территории которой была населена русинами), но на территорию Закарпатья она больше не вступала.
После четырёх месяцев независимости Руська Краина прекратила своё существование, а ещё через три месяца пала и Венгерская Советская Республика.

## Дальнейшая судьба
6 июня 1919 года по приказу оккупационной администрации французского генерала Эдмона Эннока на территории Закарпатья была введена военная диктатура, сохранявшаяся до 1923 года (сам Эннок был отозван в 1920 году из-за обвинений в антисемитизме). Несколько сотен «сочувствующих большевизму» были заключены в специальные лагеря в Ужгороде, Сигете и Королеве. Поскольку ещё в 1918 году ряд русинских политиков в Чехословакии (на встречах в Старой Любовне, Прешове и Ужгороде), а также русинская эмиграция в США, возглавлявшаяся юристом Григорием Жатковичем, высказались за присоединение к Чехословакии, Жаткович совместно с Антоном Бескидом и Августином Волошиным передал прошение об этом президенту ЧСР Томашу Гарригу Масарику. Впрочем, чехословацкое руководство отнеслось к идее весьма скептически, в силу экономической отсталости Руськой Краины.
Решением Парижской мирной конференции, выраженным в Сен-Жерменском мирном договоре от 10 сентября 1919 года, Закарпатье вошло в состав Чехословацкой республики на правах автономии, самоуправление его было урезано, а название «Руська Краина» изменено на «Подкарпатская Русь» (чеш. Podkarpatská Rus). Территория последней составляла 12 097 км², население — 572 028 человек (из них на 1 января 1920: 62 % — русинов (украинцев), 17,2 % — венгров, 13,4 % — евреев, 3,3 % — чехов и словаков, 1,8 % — немцев).